# Clã Mōri
Nota:  Para o clã descendente dos Genji, consulte Clã Mori (Genji)

Kamon do clã Mōri Ichimonji mitsuboshi

O Clã Mōri (毛利氏 Mōri-shi) foi uma família de daimyō, descendente de Ōe no Hiromoto e estabelecida na província de Aki. Seu nome deriva de um shōen em Mōri, distrito de Aikō, província de Sagami. A geração de Hiromoto começou a se denominar Mōri.
Após a Guerra Jōkyū, Mōri foi apontado pelo escritório jitō de um shōen em Aki. Durante o Período Kamakura, Mōri foi uma das proeminentes famílias Gokenin devido à fama do seu ancestral Hiromoto. Ao final do xogunato Kamakura, Mōri estava distante do xogunato e demonstrou uma atitude favorável a Ashikaga Takauji.
No Período Sengoku, Mōri Motonari teve sucesso em expandir seu poder em toda a província de Aki e então em outras províncias vizinhas. Em sua geração, Mōri se tornou daimyo de um Gokenin local.
Depois de uma briga com Toyotomi Hideyoshi, que liderou sua tropa como general de Oda Nobunaga, os dois lados fizeram as pazes e Mōri permaneceu como daimyo, mantendo cinco províncias em Chūgoku. Em 1600, Mōri Terumoto liderou o Exército Ocidental na Batalha de Sekigahara nominalmente. O Exército Ocidental perdeu a batalha e o clã Mōri perdeu três províncias a leste e moveu sua capital de Hiroshima para a atual Hagi, Yamaguchi. O novo feudo, Mōri han consistiu em duas províncias: Nagato e Suō. Derivado dos anteriores, Mōri han era comumente referido como Chōshū han.
Após a Restauração Meiji, o sistema de han e daimyo foi abolido. Os Mōri foram titulados como duques.